# اوکوشیری ۵۱۲۵
سیارک ۵۱۲۵ (به انگلیسی: 5125 Okushiri، نامگذاری:1989CN1) پنج هزار و صد و بیست و پنجمین سیارک کشف شده‌است که در ۱۰ فوریه ۱۹۸۹ کشف شد.
قدر مطلق سیارک برابر ۱۳٫۴۰ است.